# La Chapelle-Montmoreau
Pour les articles homonymes, voir La Chapelle.
La Chapelle-Montmoreau est une commune française située dans le département de la Dordogne, en région Nouvelle-Aquitaine.
La commune fait partie du parc naturel régional Périgord-Limousin.

## Géographie

### Généralités
Dans le nord du département de la Dordogne, en limite du Périgord central et du Ribéracois, la commune de La Chapelle-Montmoreau est arrosée par le Boulou, un ruisseau affluent de la Dronne.
Le petit bourg de la Chapelle-Montmoreau, implanté hors des routes principales, se situe, en distances orthodromiques, neuf kilomètres au sud de Nontron et autant au nord de Brantôme.
L'accès principal à la commune s'effectue par la route départementale 675 qui forme sur deux kilomètres la limite communale, sur sa bordure orientale.

### Communes limitrophes
La Chapelle-Montmoreau est limitrophe de cinq autres communes. À l'ouest, le territoire de Mareuil en Périgord est distant de moins de 600 mètres.
| Saint-Front-sur-Nizonne |                        | Sceau-Saint-Angel |
|                         | La Chapelle-Montmoreau | Quinsac           |
| Brantôme en Périgord    |                        | Saint-Pancrace    |

### Géologie et relief

#### Géologie
Situé sur la plaque nord du Bassin aquitain et bordé à son extrémité nord-est par une frange du Massif central, le département de la Dordogne présente une grande diversité géologique. Les terrains sont disposés en profondeur en strates régulières, témoins d'une sédimentation sur cette ancienne plate-forme marine. Le département peut ainsi être découpé sur le plan géologique en quatre gradins différenciés selon leur âge géologique. La Chapelle-Montmoreau est située dans le troisième gradin à partir du nord-est, un plateau formé de calcaires hétérogènes du Crétacé.
Les couches affleurantes sur le territoire communal sont constituées de formations superficielles du Quaternaire et de roches sédimentaires datant pour certaines du Cénozoïque, et pour d'autres du Mésozoïque. La formation la plus ancienne, notée c2b, date du Turonien inférieur à moyen, composée de calcaire graveleux, puis calcaires crayeux bioclastiques à rudistes passant latéralement à des calcarénites. La formation la plus récente, notée CFp, fait partie des formations superficielles de type colluvions indifférenciées de versant, de vallon et plateaux issues d'alluvions, molasses, altérites. Le descriptif de ces couches est détaillé dans  la feuille « no 734 - Nontron » de la carte géologique au 1/50 000 de la France métropolitaine, et sa notice associée.

Carte géologique de La Chapelle-Montmoreau.

#### Relief et paysages
Le département de la Dordogne se présente comme un vaste plateau incliné du nord-est (491 m, à la forêt de Vieillecour dans le Nontronnais, à Saint-Pierre-de-Frugie) au sud-ouest (2 m à Lamothe-Montravel). L'altitude du territoire communal varie quant à elle entre 150 m à l'ouest du Domaine de Montmoreau, là où le Boulou quitte la commune pour entrer sur celle de Saint-Crépin-de-Richemont, et 226 ou 227 m au nord, à proximité de la commune de Saint-Front-sur-Nizonne,.
Dans le cadre de la Convention européenne du paysage entrée en vigueur en France le 1er juillet 2006, renforcée par la loi du 8 août 2016 pour la reconquête de la biodiversité, de la nature et des paysages, un atlas des paysages de la Dordogne a été élaboré sous maîtrise d’ouvrage de l’État et publié en octobre 2020. Les paysages du département s'organisent en huit unités paysagères et 14 sous-unités. La commune fait partie du Périgord central, un paysage vallonné, aux horizons limités par de nombreux bois, plus ou moins denses, parsemés de prairies et de petits champs.
La superficie cadastrale de la commune publiée par l'Insee, qui sert de référence dans toutes les statistiques, est de 8,09 km2,,. La superficie géographique, issue de la BD Topo, composante du Référentiel à grande échelle produit par l'IGN, est quant à elle de 8,33 km2.

### Hydrographie

#### Réseau hydrographique
La commune est située dans le bassin de la Dordogne au sein du Bassin Adour-Garonne. Elle est drainée par le Boulou et par un petit cours d'eau, qui constituent un réseau hydrographique de 4,5 km de longueur totale,.
Le Boulou, d'une longueur totale de 23,94 km, prend sa source dans la commune de Sceau-Saint-Angel et se jette dans la Dronne en rive droite en limite de Bourdeilles et de Creyssac,. Il traverse le territoire communal du nord-est au sud sur près de trois kilomètres.

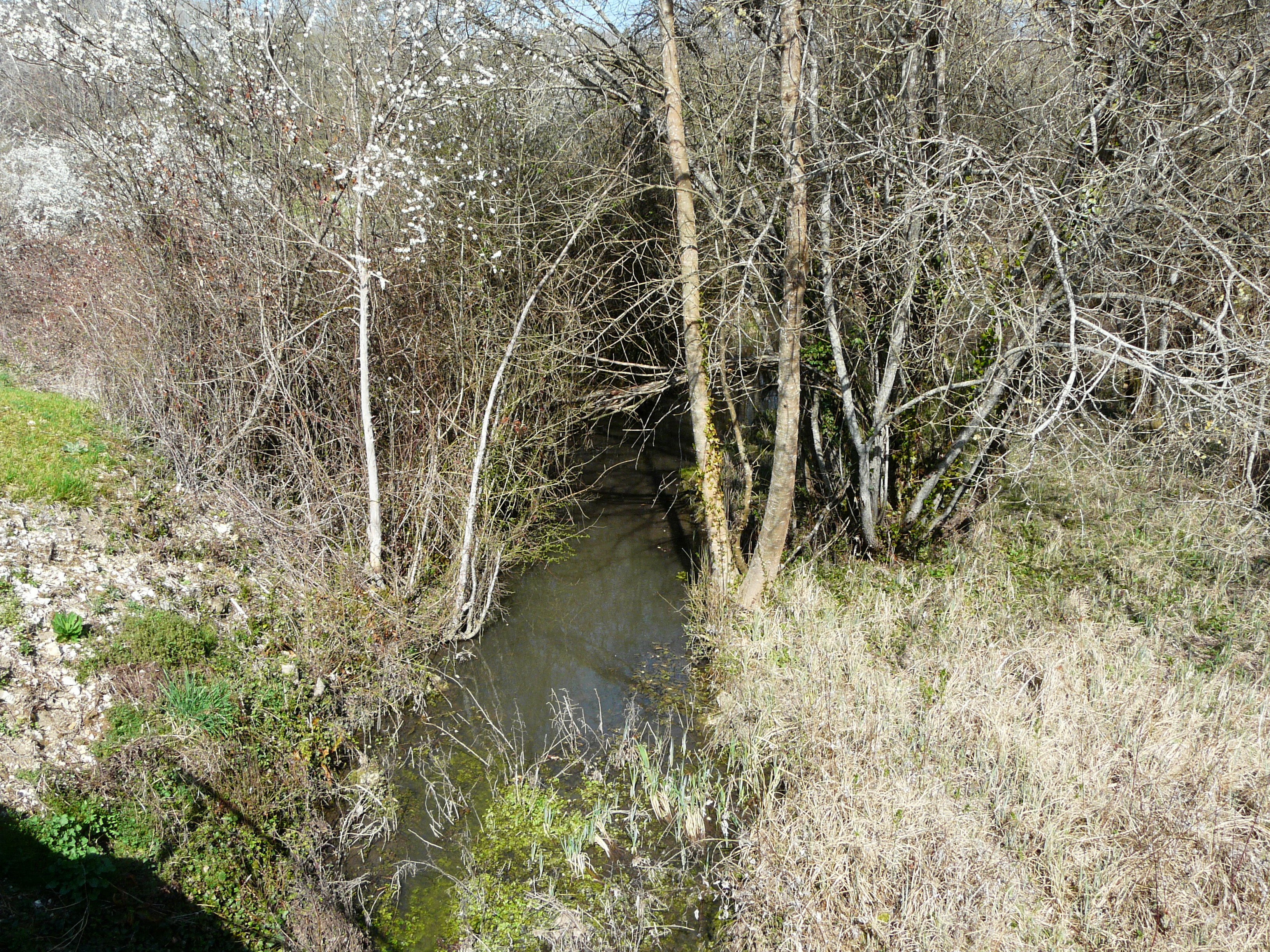
Le Boulou à La Chapelle-Montmoreau.
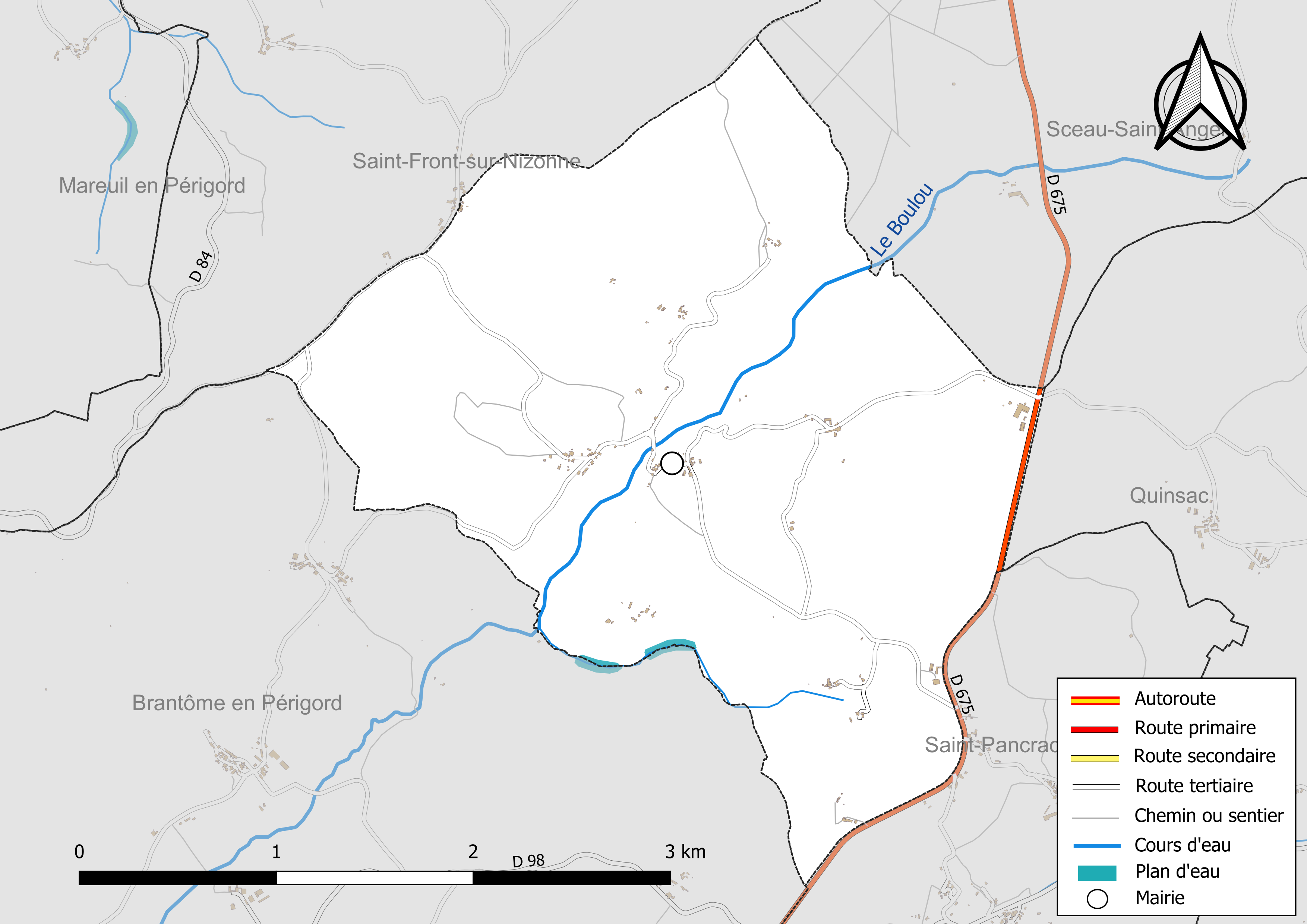
Réseaux hydrographique et routier de La Chapelle-Montmoreau.

#### Gestion et qualité des eaux
Le territoire communal est couvert par le schéma d'aménagement et de gestion des eaux (SAGE) « Isle - Dronne ». Ce document de planification, dont le territoire regroupe les bassins versants de l'Isle et de la Dronne, d'une superficie de 7 500 km2, a été approuvé le 2 août 2021. La structure porteuse de l'élaboration et de la mise en œuvre est l'établissement public territorial de bassin de la Dordogne (EPIDOR). Il définit sur son territoire les objectifs généraux d’utilisation, de mise en valeur et de protection quantitative et qualitative des ressources en eau superficielle et souterraine, en respect des objectifs de qualité définis dans le troisième SDAGE  du Bassin Adour-Garonne qui couvre la période 2022-2027, approuvé le 10 mars 2022.
La qualité des eaux de baignade et des cours d’eau peut être consultée sur un site dédié géré par les agences de l’eau et l’Agence française pour la biodiversité.

### Climat
Pour des articles plus généraux, voir Climat de la Nouvelle-Aquitaine et Climat de la Dordogne.
Historiquement, la commune est exposée à un climat océanique aquitain.  
En 2020, Météo-France publie une typologie des climats de la France métropolitaine dans laquelle la commune est exposée à un climat océanique altéré et est dans la région climatique  Aquitaine, Gascogne, caractérisée par une pluviométrie abondante au printemps, modérée en automne, un faible ensoleillement au printemps, un été chaud (19,5 °C), des vents faibles, des brouillards fréquents en automne et en hiver et des orages fréquents en été (15 à 20 jours).
Pour la période 1971-2000, la température annuelle moyenne est de 11,9 °C, avec  une amplitude thermique annuelle de 14,8 °C. Le cumul annuel moyen de précipitations est de 968 mm, avec 13,1 jours de précipitations en janvier et 7,2 jours en juillet. Pour la période 1991-2020, la température moyenne annuelle observée sur la station météorologique la plus proche, située sur la commune de Saint-Martin-de-Fressengeas à 24 km à vol d'oiseau, est de 12,4 °C et le cumul annuel moyen de précipitations est de 1 050,4 mm,. Pour l'avenir, les paramètres climatiques de la commune estimés pour 2050 selon différents scénarios d’émission de gaz à effet de serre sont consultables sur un site dédié publié par Météo-France en novembre 2022.

## Urbanisme

### Typologie
Au 1er janvier 2024, La Chapelle-Montmoreau est catégorisée commune rurale à habitat très dispersé, selon la nouvelle grille communale de densité à 7 niveaux définie par l'Insee en 2022.
Elle est située hors unité urbaine et hors attraction des villes,.

### Occupation des sols
L'occupation des sols de la commune, telle qu'elle ressort de la base de données européenne d’occupation biophysique des sols Corine Land Cover (CLC), est marquée par l'importance des forêts et milieux semi-naturels (63,6 % en 2018), une proportion sensiblement équivalente à celle de 1990 (63 %). La répartition détaillée en 2018 est la suivante : 
forêts (63,6 %), zones agricoles hétérogènes (28,8 %), prairies (7,6 %). L'évolution de l’occupation des sols de la commune et de ses infrastructures peut être observée sur les différentes représentations cartographiques du territoire : la carte de Cassini (XVIIIe siècle), la carte d'état-major (1820-1866) et les cartes ou photos aériennes de l'IGN pour la période actuelle (1950 à aujourd'hui).

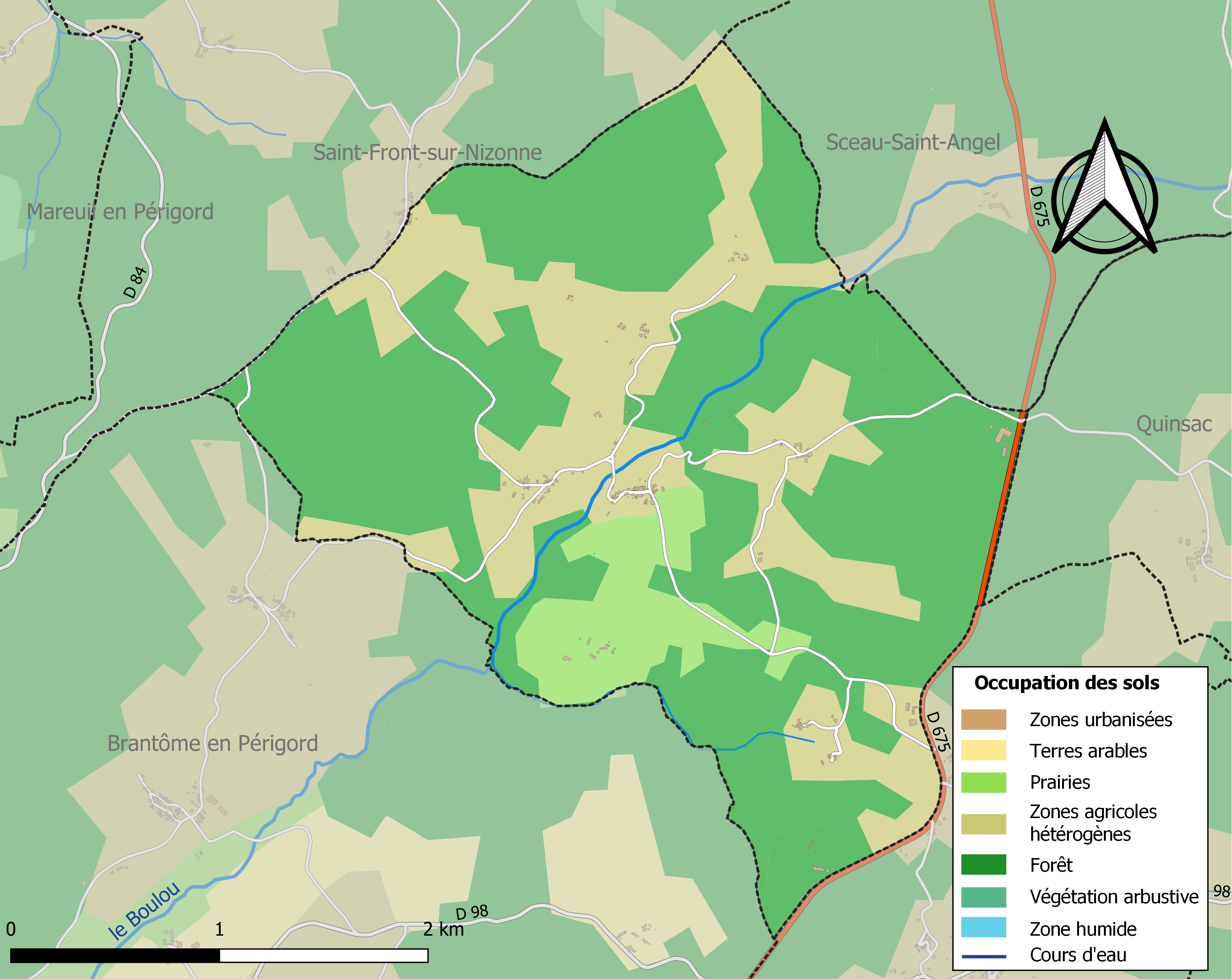
Carte des infrastructures et de l'occupation des sols de la commune en 2018 (CLC).

### Villages, hameaux et lieux-dits
Outre le petit bourg de La Chapelle-Montmoreau proprement dit, la commune se compose d'autres villages ou hameaux, ainsi que de lieux-dits :
- Château de Lannet
- Chaumon
- chez Picayne
- Domaine de Montmoreau
- Filoine
- Fruchaudière
- le Grand Clos
- Jourdonnière
- Lamond
- Moulin de Bernillou
- Parelière
- la Pépie
- Pradarier
- Puysec
- Sainte-Marie des Bois.

### Prévention des risques
Le territoire de la commune de La Chapelle-Montmoreau est vulnérable à différents aléas naturels : météorologiques (tempête, orage, neige, grand froid, canicule ou sécheresse), feux de forêts, mouvements de terrains et séisme (sismicité faible). Un site publié par le BRGM permet d'évaluer simplement et rapidement les risques d'un bien localisé soit par son adresse soit par le numéro de sa parcelle.
La Chapelle-Montmoreau est exposée au risque de feu de forêt. L’arrêté préfectoral du 14 mars 2013 fixe les conditions de pratique des incinérations et de brûlage dans un objectif de réduire le risque de départs d’incendie. À ce titre, des périodes sont déterminées : interdiction totale du 15 février au 15 mai et du 15 juin au 15 octobre, utilisation réglementée du 16 mai au 14 juin et du 16 octobre au 14 février. En septembre 2020, un plan inter-départemental de protection des forêts contre les incendies (PidPFCI) a été adopté pour la période 2019-2029,.

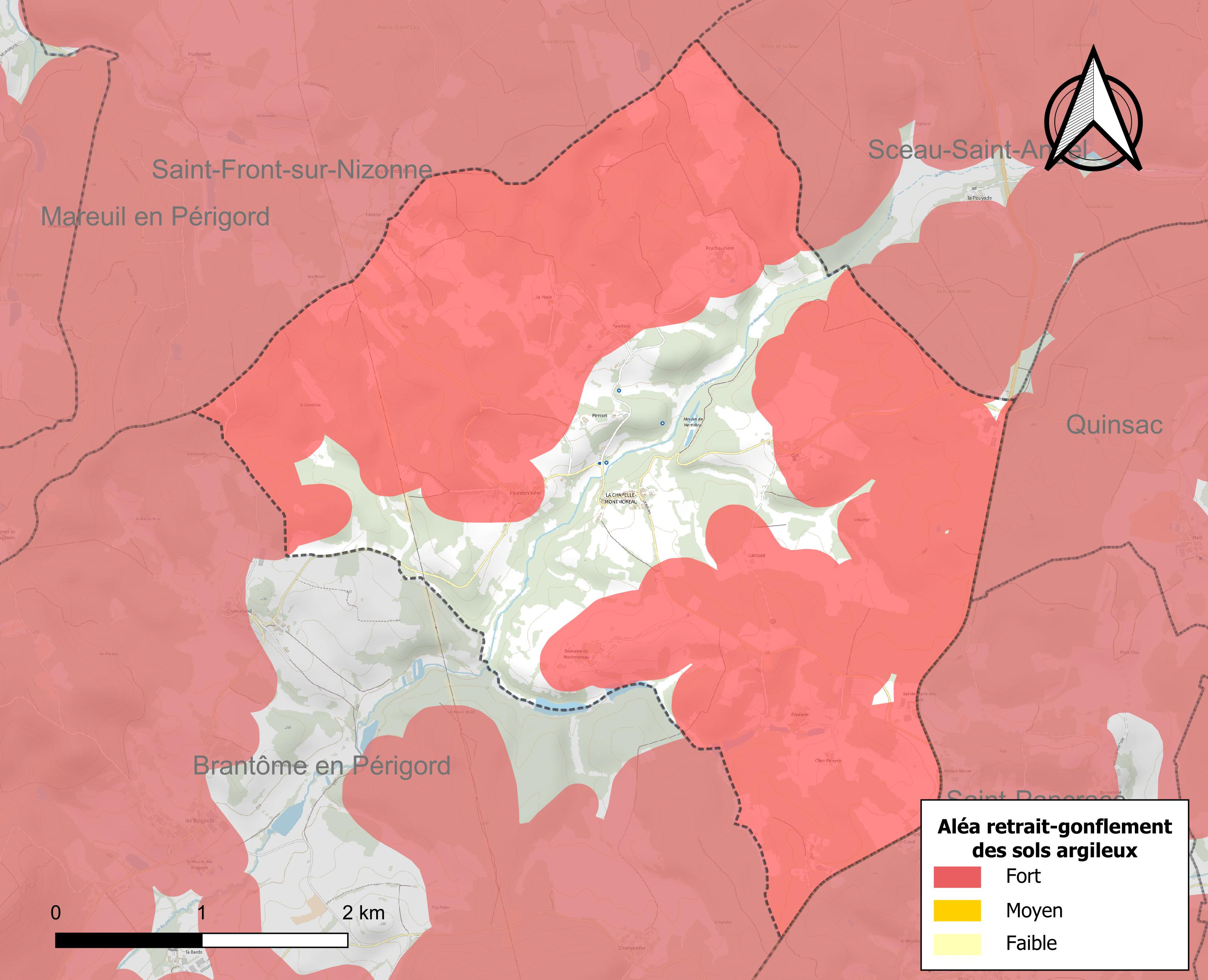
Carte des zones d'aléa retrait-gonflement des sols argileux de La Chapelle-Montmoreau.

Les mouvements de terrains susceptibles de se produire sur la commune sont des tassements différentiels. Le retrait-gonflement des sols argileux est susceptible d'engendrer des dommages importants aux bâtiments en cas d’alternance de périodes de sécheresse et de pluie. 76,4 % de la superficie communale est en aléa moyen ou fort (58,6 % au niveau départemental et 48,5 % au niveau national métropolitain). Depuis le 1er octobre 2020, en application de la loi ÉLAN, différentes contraintes s'imposent aux vendeurs, maîtres d'ouvrages ou constructeurs de biens situés dans une zone classée en aléa moyen ou fort,.
La commune a été reconnue en état de catastrophe naturelle au titre des dommages causés par les inondations et coulées de boue survenues en 1982, 1983 et 1999, par la sécheresse en 1989 et 2011 et par des mouvements de terrain en 1999.

## Toponymie
Selon Bénédicte Fénié, l'origine de Montmoreau correspondrait à une hauteur (Mont) et au nom d'une personne « Maurelh ».
Pour Chantal Tanet et Tristan Hordé, le nom du lieu ferait référence à une hauteur et à la couleur brun foncé (moreau). Le mot « chapelle » est issu de l'occitan capèla, et correspond à une église non paroissiale.
En occitan limousin, la commune porte le nom de La Chapela de Mont Maurelh.

## Histoire
Le territoire communal a été occupé à la Préhistoire.
Au XIIIe siècle, La Chapelle-Montmoreau était l'une des vingt-sept paroisses dépendant de l'archiprêtré de Condat dont le siège se situait à Champagnac. La première mention écrite connue du lieu remonte à la fin du XIIIe siècle sous la forme latine Capella montis Maurelli pour son édifice religieux. Au XIVe siècle, Maurelli se transforme en Maurelh.
En 1943, le groupement 38 "Mermoz" des Chantiers de la jeunesse, déplacé des Pyrénées vers la Dordogne, installa son groupe école à La Fruchaudière.

## Politique et administration

### Rattachements administratifs et électoraux
La commune de La Chapelle-Montmoreau a, dès 1790, été rattachée au canton de Saint Félix qui dépendait du district de Nontron. En 1795, les districts sont supprimés. En 1801, le canton de Saint Félix est supprimé et la commune est rattachée au canton de Champagnac-de-Belair dépendant de l'arrondissement de Nontron.
Dans le cadre de la réforme de 2014 définie par le décret du 21 février 2014, ce canton disparaît aux élections départementales de mars 2015. La commune est alors rattachée au canton de Brantôme, renommé canton de Brantôme en Périgord en 2020.

### Intercommunalité
En 1996, La Chapelle-Montmoreau intègre dès sa création la communauté de communes du Pays de Champagnac-en-Périgord. Celle-ci disparaît le 31 décembre 2013, remplacée au 1er janvier 2014 par une nouvelle intercommunalité élargie, la communauté de communes Dronne et Belle.

### Administration municipale
La population de la commune étant inférieure à 100 habitants au recensement de 2017, sept conseillers municipaux ont été élus en 2020,.

### Liste des maires

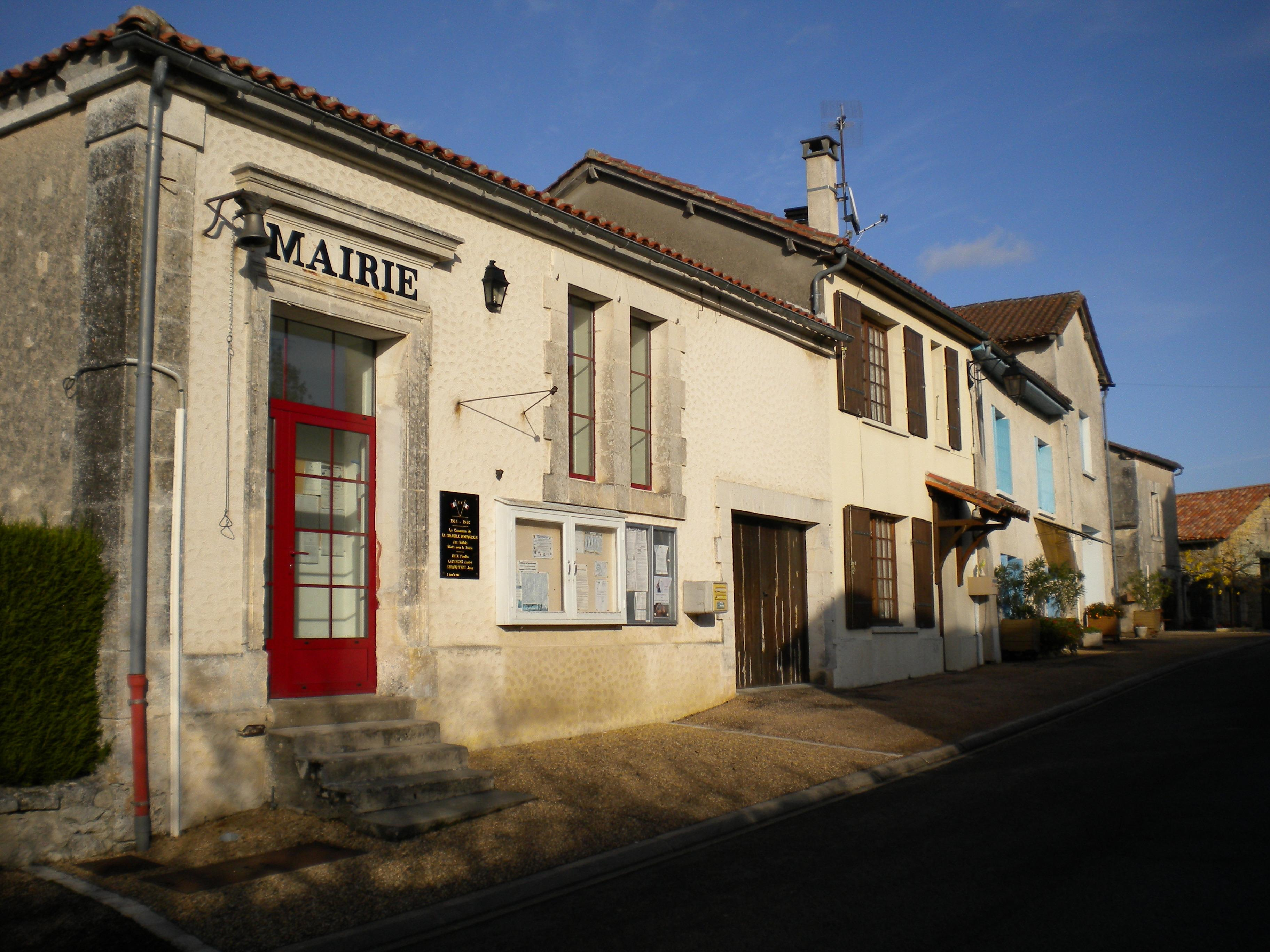
La mairie.

| Période                                  | Période  | Identité     | Étiquette   | Qualité    |
| ---------------------------------------- | -------- | ------------ | ----------- | ---------- |
| Les données manquantes sont à compléter. |          |              |             |            |
|                                          |          |              |             |            |
| juin 1992 (réélu en mai 2020)            | En cours | Alain Peyrou | SE puis UMP | Exploitant |

## Équipements et services publics

### Justice
Dans le domaine judiciaire, La Chapelle-Montmoreau relève : 
- du tribunal judiciaire, du tribunal pour enfants, du conseil de prud'hommes et du tribunal de commerce de Périgueux ;
- du pôle Nationalité du tribunal judiciaire de Périgueux (compétent uniquement dans le domaine de la nationalité) ;
- de la cour d'appel, du tribunal administratif et de la  cour administrative d'appel de Bordeaux.

## Population et société

### Démographie
Les habitants de la commune se nomment les Chapellois et les Chapelloises.
L'évolution du nombre d'habitants est connue à travers les recensements de la population effectués dans la commune depuis 1793. Pour les communes de moins de 10 000 habitants, une enquête de recensement portant sur toute la population est réalisée tous les cinq ans, les populations de référence des années intermédiaires étant quant à elles estimées par interpolation ou extrapolation. Pour la commune, le premier recensement exhaustif entrant dans le cadre du nouveau dispositif a été réalisé en 2005.

En 2022, la commune comptait 75 habitants, en évolution de +8,7 % par rapport à 2016 (Dordogne : +0,37 %, France hors Mayotte : +2,11 %).
| 1793 | 1800 | 1806 | 1821 | 1831 | 1836 | 1841 | 1846 | 1851 |
| ---- | ---- | ---- | ---- | ---- | ---- | ---- | ---- | ---- |
| 325  | 340  | 313  | 301  | 323  | 304  | 311  | 310  | 332  |

| 1856 | 1861 | 1866 | 1872 | 1876 | 1881 | 1886 | 1891 | 1896 |
| ---- | ---- | ---- | ---- | ---- | ---- | ---- | ---- | ---- |
| 345  | 335  | 333  | 302  | 324  | 327  | 305  | 297  | 247  |

| 1901 | 1906 | 1911 | 1921 | 1926 | 1931 | 1936 | 1946 | 1954 |
| ---- | ---- | ---- | ---- | ---- | ---- | ---- | ---- | ---- |
| 246  | 250  | 239  | 190  | 191  | 183  | 152  | 116  | 123  |

| 1962 | 1968 | 1975 | 1982 | 1990 | 1999 | 2005 | 2006 | 2010 |
| ---- | ---- | ---- | ---- | ---- | ---- | ---- | ---- | ---- |
| 96   | 85   | 79   | 88   | 87   | 91   | 81   | 80   | 74   |

| 2015 | 2020 | 2022 | - | - | - | - | - | - |
| ---- | ---- | ---- | - | - | - | - | - | - |
| 71   | 74   | 75   | - | - | - | - | - | - |

## Économie

### Emploi
En 2015, parmi la population communale comprise entre 15 et 64 ans, les actifs représentent vingt-trois personnes, soit 32,4 % de la population municipale. Le nombre de chômeurs (zéro) est resté stable par rapport à 2010.

### Établissements
Au 31 décembre 2015, la commune compte onze établissements, dont quatre dans l'agriculture, la sylviculture ou la pêche, deux au niveau des commerces, transports ou services, deux dans la construction, deux relatifs au secteur administratif, à l'enseignement, à la santé ou à l'action sociale, et un dans l'industrie.

## Culture locale et patrimoine

### Lieux et monuments
- Château de Lannet, anciennement appelé château de Chaumont, XVIIIe et XIXe siècles[59].
- Château de la Pouyade[60].
- Manoir de Montmoreau, transformé en métairie[61].
- Église Saint-Pierre[62], de style roman. Elle recèle une statue en pierre de la Vierge à l'Enfant du XIIIe siècle, classée au titre des monuments historiques en 1993[63].

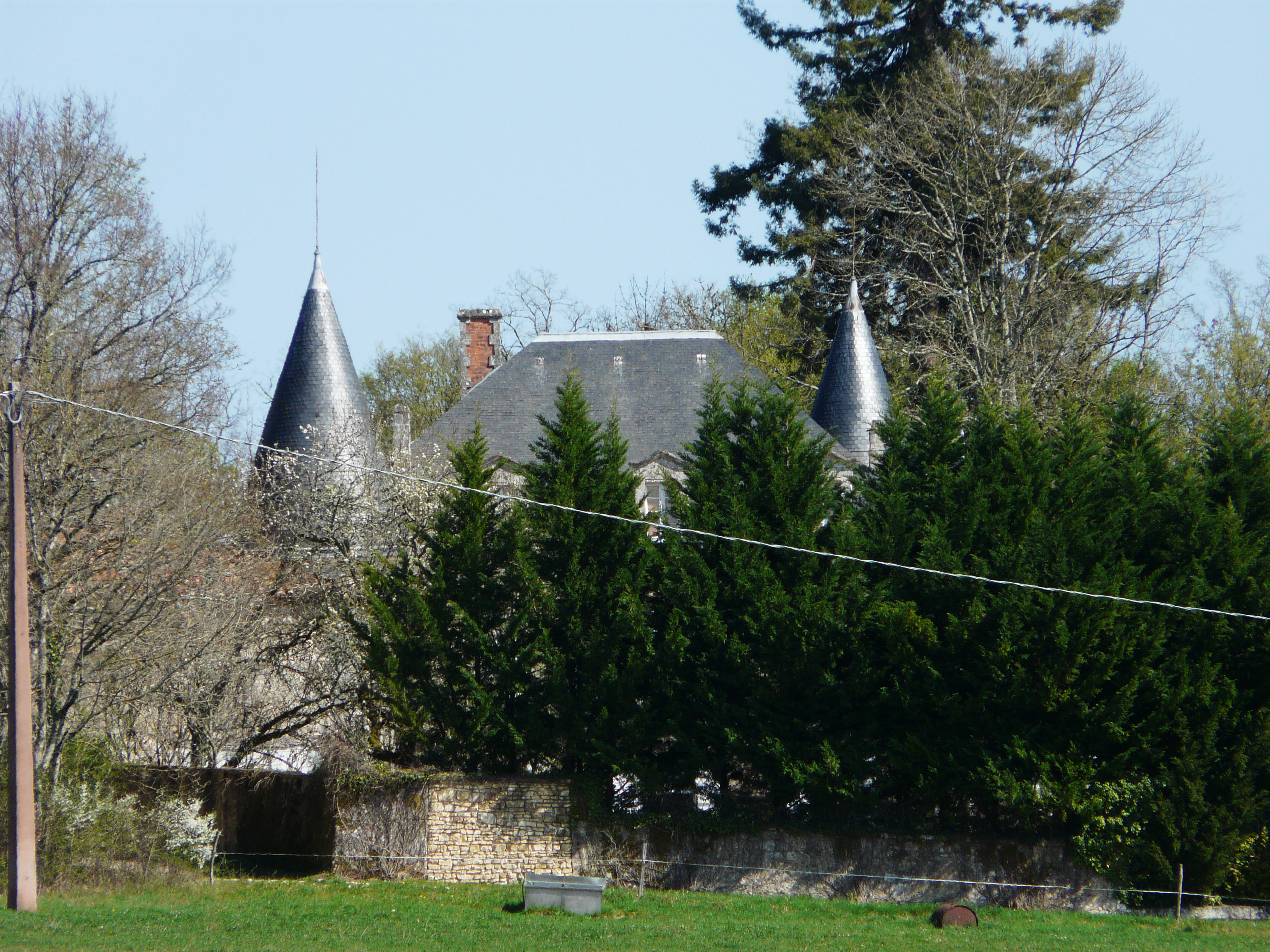
Les toits du château de Lannet.
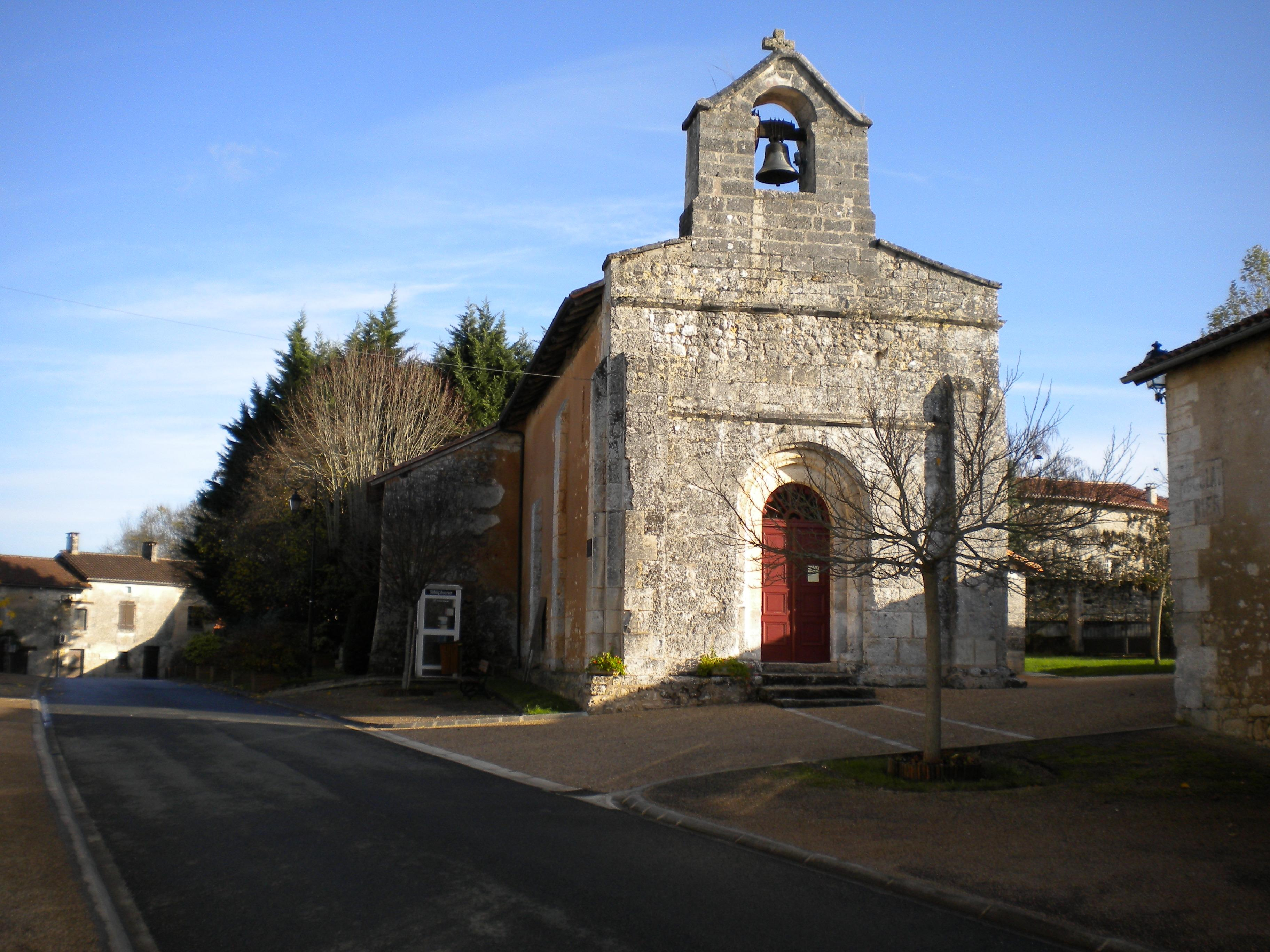
L'église Saint-Pierre.
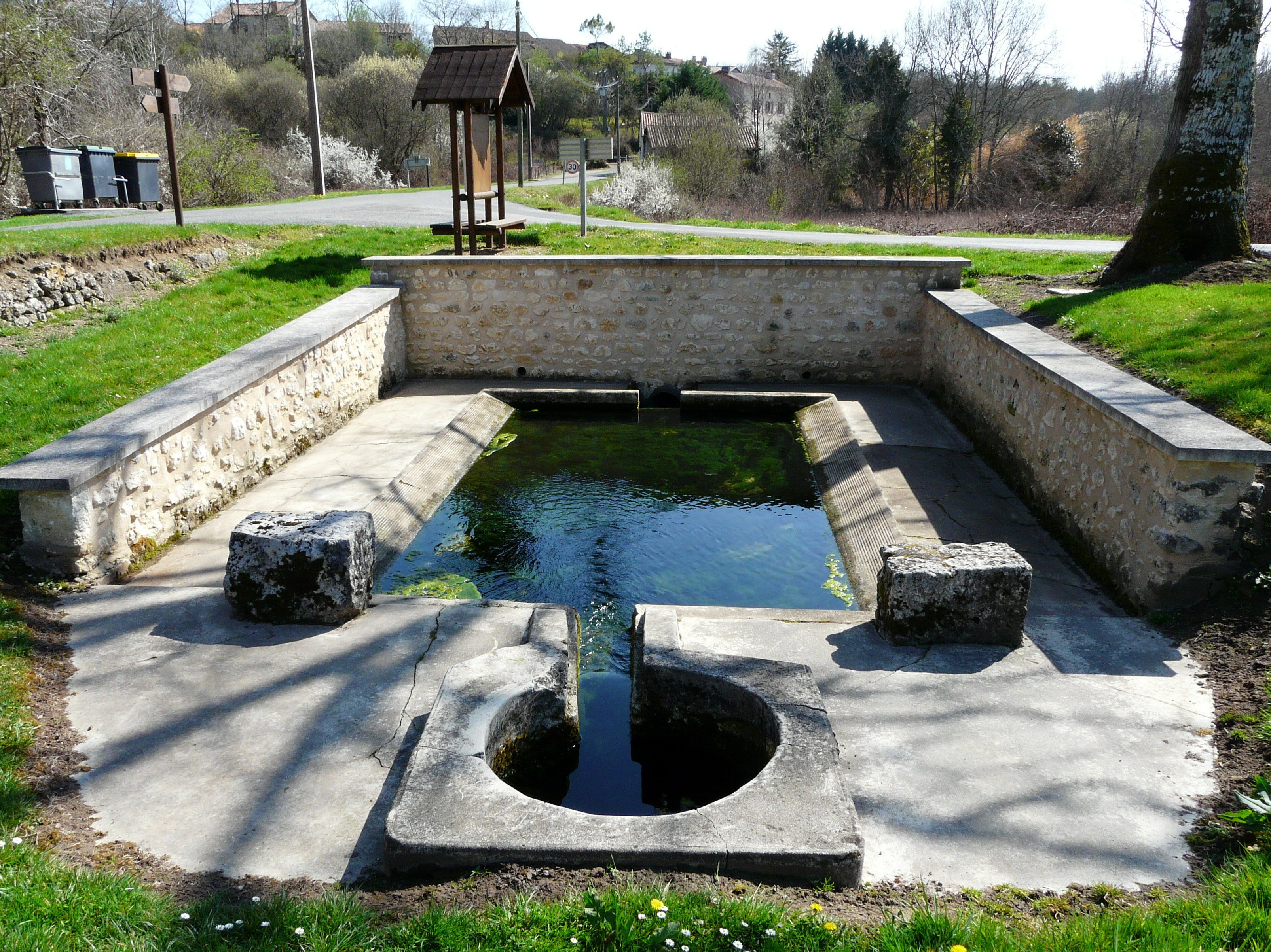
Le lavoir.

### Patrimoine naturel

#### Parc naturel
Lors du renouvellement de sa charte, le Parc naturel régional Périgord-Limousin a intégré par décret no 2011-998 du 24 août 2011 la commune de La Chapelle-Montmoreau.

#### ZNIEFF

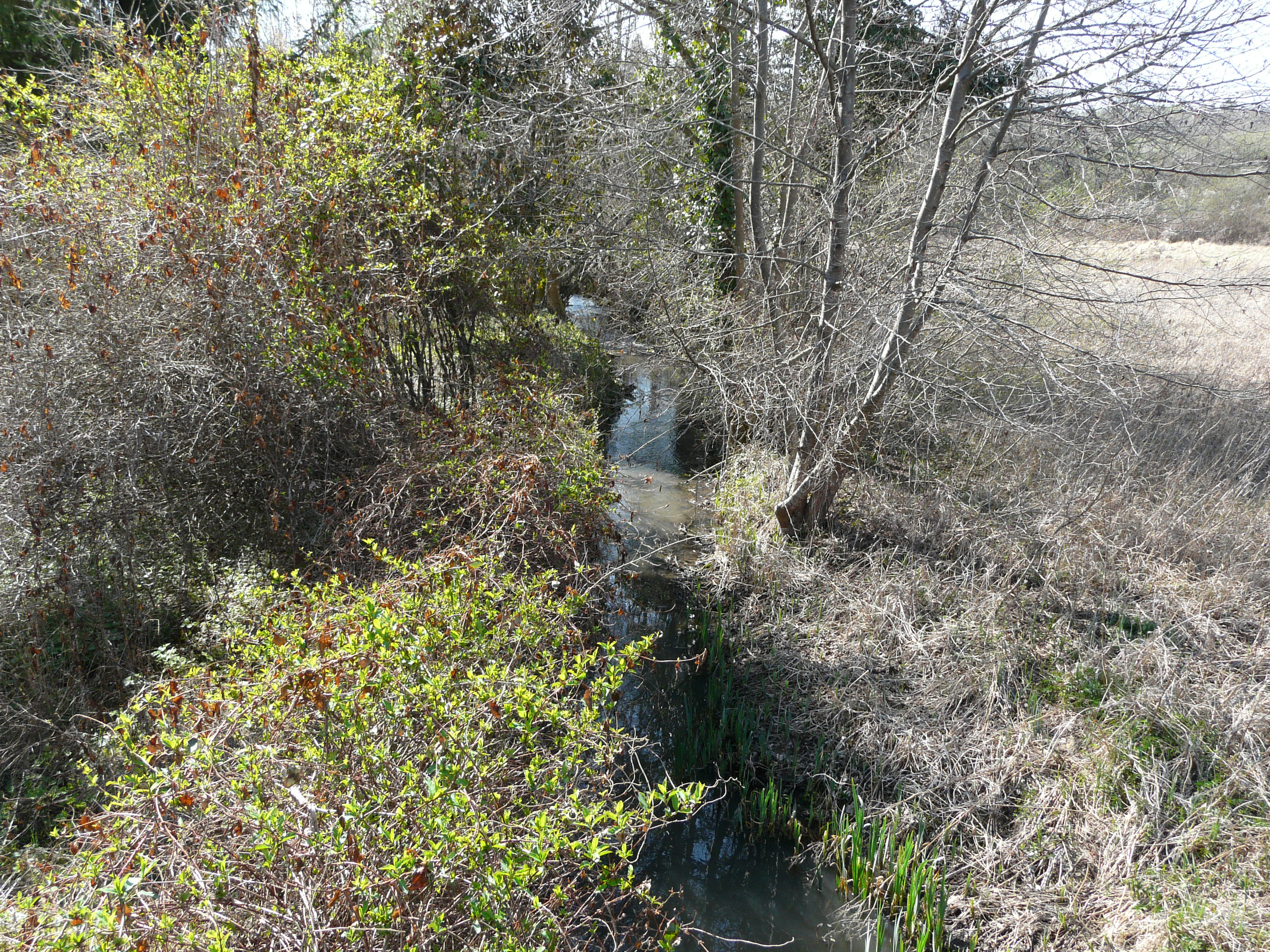
Le Boulou à La Chapelle-Montmoreau.

La commune présente deux zones naturelles d'intérêt écologique, faunistique et floristique (ZNIEFF) liées à son principal cours d'eau, le Boulou.
Du nord-est au sud-ouest du territoire communal, sur environ trois kilomètres, le Boulou, sa vallée, ses coteaux et ses affluents forment une ZNIEFF de type I : « Réseau hydrographique et coteaux du Boulou amont », présentant une importante variété faunistique sur La Chapelle-Montmoreau et deux autres communes,.
Vingt-deux espèces déterminantes y sont répertoriées :
- quinze espèces d'insectes : l'Agrion de Mercure (Coenagrion mercuriale), l'Azuré de la faucille (Cupido alcetas), l'Azuré du serpolet (Phengaris arion), le Cordulégastre annelé (Cordulegaster boltonii), le Cuivré des marais (Lycaena dispar), le Damier de la succise (Euphydryas aurinia), le Fourmilion commun (Myrmeleon formicarius), le Gomphe vulgaire (Gomphus vulgatissimus), le Lepture erratique (Judolia erratica (en)), la Milésie faux-frelon (Milesia crabroniformis), le Miroir (Heteropterus morpheus), Musaria rubropunctata, l'Onychogomphe à crochets (Onychogomphus uncatus), le Petit mars changeant (Apatura ilia) et le Sphinx de l'épilobe (Proserpinus proserpina) ;
- cinq amphibiens : l'Alyte accoucheur (Alytes obstetricans), la Grenouille rousse (Rana temporaria), le Pélodyte ponctué (Pelodytes punctatus), la Rainette verte (Hyla arborea), le Sonneur à ventre jaune (Bombina variegata) et le Triton marbré (Triturus marmoratus) ;
- un crustacé, l'Écrevisse à pattes blanches (Austropotamobius pallipes) ;
- un reptile, l'Orvet (Anguis fragilis).

De très nombreuses autres espèces animales ou végétales y ont été recensées : six amphibiens, six reptiles, 79 oiseaux, 233 insectes, et dix espèces de plantes.
Cette ZNIEFF, tout comme « Réseau hydrographique et coteaux du Boulou aval », fait partie d'une ZNIEFF de type II plus vaste « Vallée et coteaux du Boulou » représentant la quasi-totalité du cours du Boulou, depuis sa source jusqu'à la route départementale 106, 200 mètres avant sa confluence avec la Dronne,.
La vallée du Boulou représente « un intérêt national » par la « richesse exceptionnelle » en espèces d'insectes — notamment en Lépidoptères et en Odonates — répertoriées dans ces trois ZNIEFF.

## Pour approfondir